# Gilbert White
Gilbert White (Selborne, 18 juli 1720 - aldaar, 26 juni 1793) was een Engels predikant en natuurvorser. Hij is beroemd geworden met zijn boek The Natural History and Antiquities of Selborne. Hij wordt wel als de eerste ecoloog en eerste natuurbeschermer gezien.

## Levensloop
Gilbert White werd geboren in de Anglicaanse pastorie van zijn grootvader in het dorp Selborne in Hampshire. Hij studeerde theologie in Oxford en had verscheidene gemeentes in en buiten Hampshire. Na zijn grootvader en zijn vader werd hijzelf in 1758 predikant in Selborne. Hij had een grote belangstelling voor de natuur, en stond in de traditie van Engelse predikanten die door natuurstudie Gods Schepping wilden doorgronden en verklaren. Hij legde zijn waarnemingen vanaf 1754 tot aan zijn dood in 1793 vast in zijn dagboeken en in de vorm van brieven die hij richtte aan de zoöloog Thomas Pennant en de advocaat en amateurnatuurkundige Daines Barrington. Na verloop van tijd ging hij de brieven ook daadwerkelijk versturen, en daaruit ontstonden langlopende correspondenties.

## Waarnemingen
White observeerde en registreerde het weer, de stand van de gewassen, de trek van de vogels, het gedrag van zijn schildpad en goudvissen in een kom. Zijn aantekeningen bevatten gedetailleerde gegevens over de veranderingen van planten en dieren onder de wisselende omstandigheden. White was met name geobsedeerd door de jaarlijkse aankomst en het vertrek van de zwaluwen, waarvoor hij geen verklaring had. In 1777 schreef hij, dat wormen de plantengroei bevorderden, en dat de vegetatie er zonder hun werk een stuk slechter bij zou staan. Pas honderd jaar later zou Darwin dit vroege inzicht omwerken tot zijn standaardwerk over wormen.
The Natural History and Antiquities of Selborne, waarin zijn brieven en aantekeningen zijn samengebracht, werd in 1789 gepubliceerd en na White's dood 300 keer herdrukt. Het bracht Charles Darwin ertoe om ook zelf waarnemingen aan vogels te doen en deze vast te leggen.

## Erfenis
De dagboeken zijn pas tussen 1986 en 1988 volledig uitgegeven. De pastorie in Selborne is tegenwoordig een herinneringscentrum. Een stichting van liefhebbers van de dagboeken heeft geld bijeengebracht voor een vogelreservaat in de omgeving van Londen.

## Trivia
Er bestaat ook een boekje over White's landschildpad Timothy, geredigeerd door Sylvia Townsend Warner.
Timothy werd van het Turkse Cilicië door een zeeman meegenomen naar Engeland en kwam terecht bij een tante van White en na haar dood in de pastorietuin van White. Het schild van Timothy wordt bewaard bij het Natural History Museum in Londen. In een fictief dagboek van de schildpad, laat de Amerikaanse journalist Vernyn Klinkenborg. in de stijl van White de schildpad observeren en mijmeren over de verschijnselen in de natuur en over het gedrag van de mens.
- Bibsys: 90403828
- Biblioteca Nacional de España: XX5524326
- Bibliothèque nationale de France: cb122088091 (data)
- Author citation (botany): G.White
- Stuttgart Database of Scientific Illustrators 1450–1950: 5810
- Gemeinsame Normdatei: 117574708
- International Standard Name Identifier: 0000 0001 2135 6995
- Library of Congress Control Number: n50020215
- Nationale Bibliotheek van Letland: 000165657
- Bibliotheek van het Japanse parlement: 00460755
- Nationale bibliotheek van Australië: 35604078
- Nationale Bibliotheek van Israël: 987007462735805171
- Nederlandse Thesaurus van Auteursnamen: 068761031
- Réseau des bibliothèques de Suisse occidentale: 02-A012411434
- RKD-Nederlands Instituut voor Kunstgeschiedenis: 84048
- LIBRIS: 227155
- SNAC: w6nk3m3h
- Système universitaire de documentation: 030730821
- Trove: 1011551
- Union List of Artist Names: 500014965
- Virtual International Authority File: 61594716
- WorldCat: E39PBJwXdDtdTcyb4tDXP4HjYP